# Muhammad ben Abd al-Haqq
Muhammad ben `Abd al-Haqq (محمد بن عَبد الحَقّ, ⵎⵃⵎⵎⴷ ⴱⵏ ⵄⴰⴱⴷ ⵍⵃⴰⵇⵇ) est né à une date inconnue. Il succéda à son frère `Uthman comme émir mérinide en 1240. Il est mort en 1244.

## Histoire
Le calife Almohade `Abd al-Wâhid ar-Rachîd avait nommé un gouverneur à Meknès avec mission de combattre les Mérinides. Les Mérinides en réponse assiégèrent Meknès, ce fut un demi-succès. Le successeur de `Abd al-Wâhid ar-Rachîd, Abû al-Hasan as-Sa`îd al-Mu'tadid à son tour essaya de mater cette rébellion mérinide. Muhammad ben `Abd al-Haqq mourut au cours d'un combat (1244), tué par un officier des milices de mercenaires chrétiens (rum).

## Sources
- Charles-André Julien, Histoire de l'Afrique du Nord, des origines à 1830, édition originale 1931, réédition Payot, Paris, 1994
- Le site en arabe http://www.hukam.net/